# Ssam

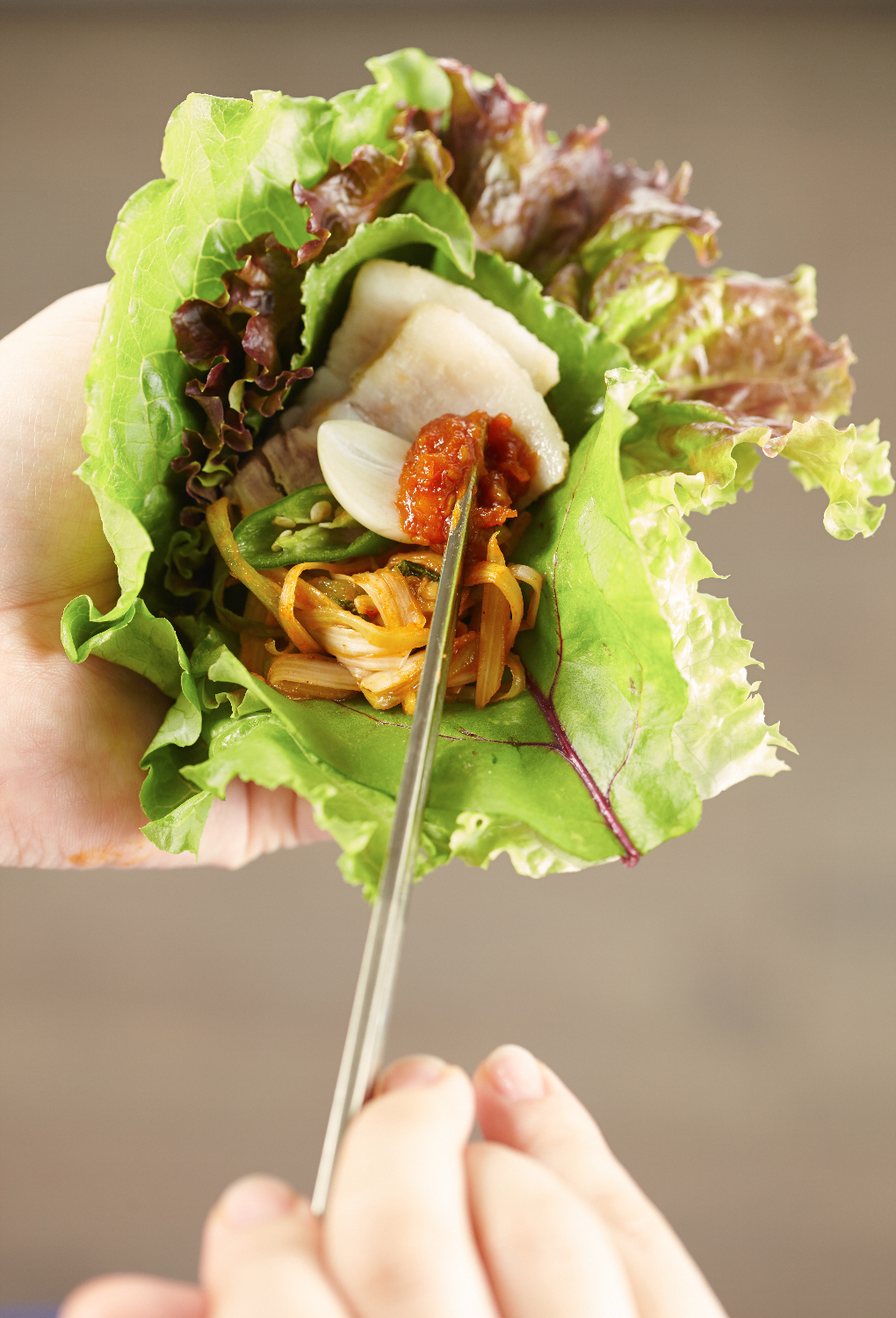
Ssam.

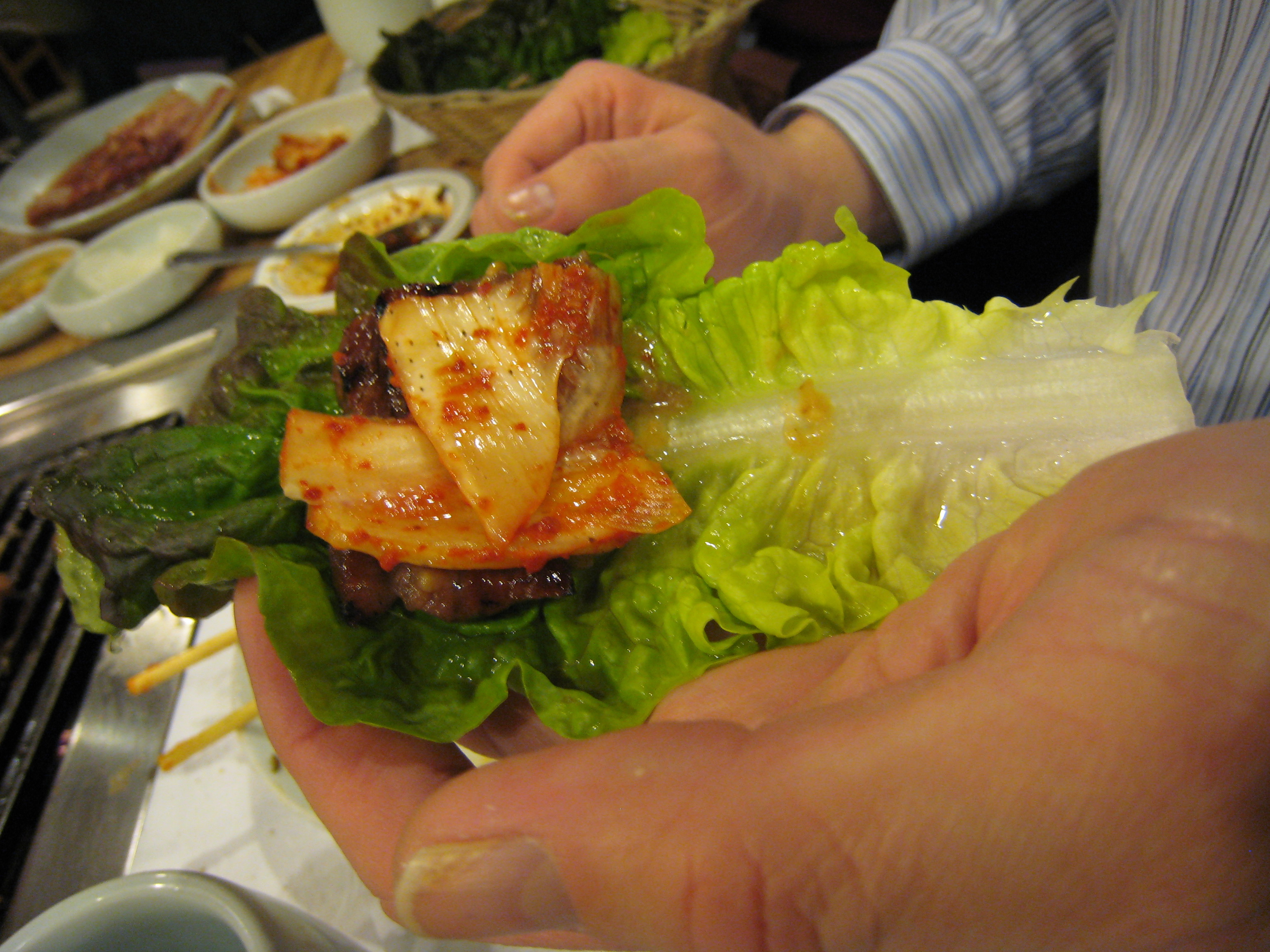
Ssam dans lequel est ajouté un gimchi de chou chinois.

Ssam (hangul : 쌈 ; littéralement « roulé ») est le nom donné en cuisine coréenne aux plats dans lesquels des feuilles de salade, de chou ou de perilla sont utilisées pour enrouler de la viande telle que du porc. Ce plat est souvent accompagné d'une sauce nommée ssamjang et peut également être additionné d'ail, cru ou cuit, d'oignon, de poivron vert ou d'un banchan (petit plat d’accompagnement).

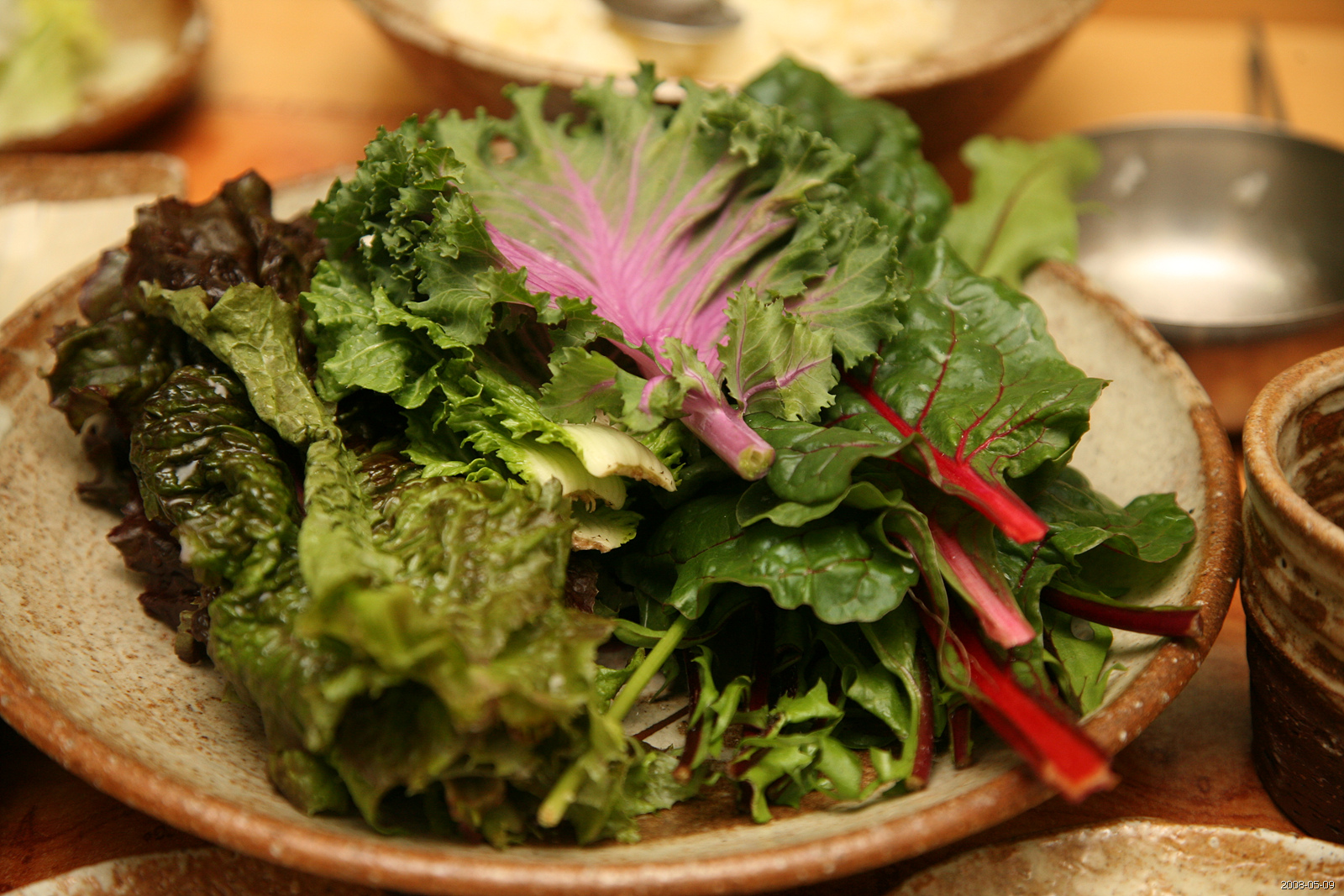
Feuilles utilisées dans les ssambap.